# Migración de los pueblos indígenas en México
La Migración de los pueblos indígenas en México es un fenómeno que existe desde La Conquista. Este se refiere al desplazamiento de los pueblos indígenas dentro del territorio mexicano debido a diversos factores sociales y culturales.

## Introducción
Actualmente la migración ha sido y es un componente importante en el crecimiento de las ciudades. Tomando en cuenta que en la actualidad en México se ha acrecentado debido al proceso de industrialización acontecido desde 1940, este crecimiento se presentó en tres centros urbanos principalmente, en la Ciudad de México, Guadalajara y Monterrey, debido en gran parte a que en esos momentos el país registraba altas de crecimiento demográfico, tratándose del fenómeno migratorio del campo a la ciudad.
Desde siempre la mayoría de las personas del campo ven la migración como una medida para salir de su situación de pobreza, es así como visualizan el  dirigirse a la ciudad como una oportunidad para acceder a mejores condiciones de vida. Esto trajo como consecuencia el crecimiento de las ciudades, pues los nuevos residentes se alojaban primero en las vecindades del centro y una vez establecidos compraban terrenos en algunos puntos de la periferia de las grandes ciudades. 
No obstante, hoy día la situación económica, política y social del país ha cambiado. Las ciudades han crecido en términos poblacionales y han acrecentado su superficie urbanizada, dando pie a la conformación de zonas metropolitanas. De igual manera, estos centros urbanos atraviesan por serias dificultades económicas, sobre todo porque son incapaces de ofrecer empleo a sus habitantes, y el que se oferta tiene una baja remuneración. Esta dinámica económica se presenta desde 1970 porque es partir de entonces cuando las crisis en México fueron recurrentes, hubo inestabilidad financiera y poco crecimiento económico. 
También es importante señalar que en el campo se presentan varias problemáticas. 
- Ha disminuido la proporción del ingreso y los productos agrícolas en la economía campesina.
- La población rural ha envejecido.
- La extensión de la propiedad agraria ha disminuido, hay más jóvenes sin tierra; y el mundo rural se ha empobrecido.
- Agregando el cambio climático, el cual ha afectado varias comunidades campesinas.

Es por eso que el fenómeno migratorio se ha complejizado, se ha intensificado y se ha modificado el patrón migratorio, se aprecia un aumento en el volumen de la migración indígena, incluyendo  a las mujeres y a niños, los habitantes de las grandes ciudades también emigran, ya fuera hacia las ciudades medias o hacia Estados Unidos.

## La migración indígena
Los migrantes indígenas se han asentado en los campos agrícolas de la frontera norte y noroeste, en alrededor de 105 ciudades mexicanas, y en el campo y ciudades de Estados Unidos y Canadá. El territorio mexicano se ha convertido en una importante zona de tránsito o de residencia de una gran cantidad de indígenas provenientes de Centroamérica, cuya intención original es llegar a Estados Unidos y Canadá y algo que la migración puede propiciar es un aumento de la tasa de crecimiento del PIB en los países de destino, el incremento de los salarios de los migrantes, y la expansión de los beneficios indirectos de las remesas para los países de origen. La migración tiene múltiples causas, tanto estructurales como coyunturales: crecimiento poblacional y presión demográfica sobre la tierra, deterioro ecológico, devastaciones por fenómenos meteorológicos, escasez de empleo y disminución del ingreso, explotación de la fuerza de trabajo; inexistencia o insuficiencia de servicios básicos (electricidad, agua potable, escuelas, centros de salud, etcétera), difícil o nulo acceso al crédito y a nuevas tecnologías, violencia armada y caciquismo, entre otros factores. Lo anterior, aunado a la expectativa de lograr una vida mejor fuera de las regiones de origen, está produciendo cambios en la configuración de las poblaciones
Generalmente se les asume como sociedades enraizadas fuertemente en sus territorios y costumbres, y que generalmente se encuentran en zonas de alta riqueza natural alejadas de las zonas urbanas o las metrópolis de los países.

## Situación económica de los pueblos indígenas
Carlos Zolla y Emiliano Zolla mencionan en "Los Pueblos Indígenas de México:100 preguntas" (2004), que:
La estructura económica de las zonas indígenas está dominada por la agricultura minifundista, con trabajadores involucrados directamente en la producción con una división del trabajo poco especializada. La preponderancia de la actividad agropecuaria entre los hombres, absorbe tres cuartas partes del total de ocupados y les deja poco tiempo para otras actividades. Entre las mujeres, la agricultura es predominante, pero algo más de la mitad se dedica a las manufacturas, seguidas del comercio, las condiciones de trabajo de la población indígena son lacerantes, además de los bajísimos ingresos —la mitad de la población gana como máximo un peso por hora trabajada— no cuenta con seguridad social o alguna otra prestación, trabaja en microunidades económicas precarias, sin posibilidades de aumentar su productividad o tener capacidad para negociar mejores términos de intercambio comercial dado el marco jurídico y las políticas económicas existentes.

## Factores que han propiciado la migración indígena
Carlos Zolla y Emiliano Zolla en "Los Pueblos Indígenas de México:100 preguntas" (2004), nos dicen que:
Comúnmente los pueblos indígenas son sociedades arraigadas en sus territorios y costumbres, y se encuentran principalmente en zonas rurales alejadas de las zonas urbanas. Sin embargo, la reubicación interna o el desplazamiento de los pueblos indígenas es impulsado por muchos factores, principalmente la necesidad de huir del conflicto y la persecución, los efectos del cambio climático y la expropiación de tierras. El acceso limitado de los pueblos indígenas a servicios como la educación, la atención de la salud y las oportunidades de empleo es otro factor que impulsa su movilización.
Alrededor del 40% de la población indígena vive en áreas urbanas de América Latina y el 80% en algunos países centroamericanos. En la mayoría de los casos, los pueblos indígenas desplazados han encontrado mejores oportunidades de empleo y mejores condiciones económicas, pero han tenido que abandonar sus tierras y prácticas tradicionales y enfrentar muchos desafíos, incluida la falta de acceso a los servicios públicos, desigualdad, y discriminación.
Los factores que propician la migración indígena son:
| FACTORES | Región o grupos indígenas afectados |
| Ecológicos - Baja productividad de la tierra - Fenómenos climatológicos - Tiempos muertos en el ciclo agrícola - Cambios en la calidad productiva del suelo | - Mazahua-Otomí, sierra Tarahumara - Sierra tarahumara y regiones cercanas a las costas - Prácticamente todas las regiones - Yucatán , región totonaca de Veracruz, huastecas. |
| Tenencia de la Tierra - Problemas con el reparto agrario - Ganaderización del territorio - Venta forzada de la propiedad ejidal | - Huastecas - Huastecas y totonacas - Zona nahua, mazahua y otomí del Estado de México, sierra Tarahumara                                                                      |
| Crisis en los precios de productos agrícolas - Caída o baja en los precios del café, azúcar, cacao, tomate, aguacate, etc - Cancelación de la demanda de henequén - Baja en la demanda de insumos producidos por indígenas, como cerámica, dulces regionales, artefactos de madera | - Región choco-mixteca-popoluca, región totonaca de Veracruz, región nahua de Oaxaca - Península de Yucatán - Prácticamente todas las regiones                                 |
| Salud - Nutrición deficiente - Falta de acceso a servicios médicos | - Prácticamente todas las regiones |

## Impacto y consecuencias
Algunas de las principales consecuencias causadas por la migración de los indígenas son: 
- La separación de las familias: esta puede tener un gran impacto psicológico en todos los integrantes de las familias que se dejan atrás, principalmente en algunos niños. Los vínculos familiares son difíciles de preservar cuando un integrante de la familia emigra.
- Marginación de las comunidades indígenas: es muy común que éstas tengan acceso limitado a ciertas cosas, como a los servicios de salud, vivienda y sufren desempleo. Esto sucede debido a la discriminación y el racismo que deben enfrentar.
- Pérdida de patrimonio y valores indígenas: a los migrantes indígenas les resulta complicado transmitir y preservar su idioma, tradiciones y cultura a las próximas generaciones.
- Vulnerabilidad en entornos urbanos: como resultado de la marginación en la que viven, es difícil que desarrollen su identidad cultural.[2]